# Thomas Forrester
Thomas Forrester is een personage uit de Amerikaanse soapserie The Bold and the Beautiful (in Vlaanderen uitgezonden onder de titel Mooi en Meedogenloos).

## Acteurs
Thomas is de zoon van Ridge Forrester en Taylor Hayes; zij kregen ook de  tweeling Phoebe en Steffy. Phoebe is bij een verkeersongeluk om het leven gekomen. Thomas werd geboren in 1998 en werd aanvankelijk telkens gespeeld door een tweeling die zich afwisselden. In 2002 kreeg Patrick Dorn de rol en werd Thomas verouderd naar 11 jaar, het was de eerste keer dat zijn rol iets te betekenen had. In augustus 2003 verdween hij van het scherm en in januari 2004 dook Thomas terug op, deze keer vertolkt door Drew Tyler Bell, die toen bijna 16 was. Bell was de eerste acteur die de rol op contractbasis speelde en had aanvankelijk een grote rol. Toen zijn verhaallijn eind 2005 ten einde kwam verdween hij even van het scherm en kwam tot 2009 slechts sporadisch in beeld. Van juni 2009 tot augustus 2010 speelde hij de rol weer op contractbasis en in september 2010 werd de rol overgenomen door Adam Gregory. Gregory is geboren in 1987 en ook in de serie wordt dit jaar als geboortejaar van Thomas genomen. Hij speelde de rol op contractbasis tot 2013 en verscheen daarna nog sporadisch tot in 2014. In mei 2015 werd bekendgemaakt dat Gregory niet meer zou terugkeren in zijn rol als Thomas. In juli 2015 nam Pierson Fodé de rol over en speelde deze tot september 2017
Sinds 15 maart 2019 wordt Thomas gespeeld door Matthew Atkinson.

## Verhaallijn

### Obsessie voor Hope
Thomas is modeontwerper bij Forrester Creations; hij staat op gespannen voet met zijn stiefmoeder Brooke Logan omdat zij ziet hoe manipulatief hij is en hoe geobsedeerd hij is door Brookes dochter Hope. Thomas kiest er uiteindelijk voor om bij Taylor in Parijs te gaan wonen. Terug in de Verenigde Staten wordt zijn zoon Douglas geboren uit een onenightstand met Caroline Spencer. Hij verblijft enige tijd in New York maar keert na het overlijden van Caroline terug naar huis om een moeder voor zijn zoon te zoeken. Thomas wordt getroost door Hope en vraagt haar via Douglas ten huwelijk. Van wederzijdse liefde is geen sprake omdat Hope nog steeds van haar ex-man Liam Spencer houdt en omdat zij de vermeende dood van haar dochter Beth nog niet heeft verwerkt. Thomas is er echter op de hoogte van dat Beth bij de geboorte is verwisseld met een dode baby en afgestaan aan Steffy als Phoebe. Hij snoert iedereen de mond die ervan afweet; de zogenaamde draagmoeder Flo Fulton, doktersdochter/model Zoe Buckingham, Xander Avant en Emma Barber die bij een auto-ongeluk om het leven komt. Alleen Douglas durft de waarheid te vertellen wanneer zijn vader op huwelijksreis is. Thomas' plan mislukt door ingrijpen van Liam, maar hij waagt een nieuwe poging om Hope voor zich te winnen; Brooke verhindert dat door Thomas van de afgrond bij het buitenhuis naar beneden te duwen. Hij overleeft het en verdedigt Brooke tegenover de politie; zelf wordt hij ervan verdacht Emma de dood in te hebben gereden, totdat Ridge Flo vrijpleit als afleidingsmanoeuvre.
Thomas' huwelijk met Hope is voorbij en thuis is hij niet meer welkom; hij verblijft eerst bij zijn jeugdvriend Vinny alvorens hij bij zijn grootvader Eric intrekt. Thomas zegt aan zichzelf te werken en een betere vader te willen zijn, maar ondertussen blijft hij de boel manipuleren; hij wil afrekenen met de Logans en dwarsboomt hun plannen om Douglas te adopteren. Hope beraamt een tegenoffensief; ze speelt op Thomas' gevoelens in en hem zo in te laten stemmen met gedeeld voogdijschap; tijdens een avond met z'n drieën in het kantoor tekent hij de overeenkomst nadat hij Douglas even heeft weggestuurd. Thomas heeft Hope echter door en in plaats van te zeggen waar zijn zoon zich bevindt wil hij een tegenprestatie.       Hope gaat op zoek naar Douglas, Thomas achtervolgt haar tot in de opslagruimte en valt er na een duw in een kuip waar waterstoffluoride in zou zitten, ware het niet dat dit levensgevaarlijke spul door een schoonmaakmiddel is vervangen. Thomas houdt er slechts wat schadeplekken aan over, en laat Hope in de waan dat ze hem heeft vermoord. Pas de volgende avond keert hij terug om zijn verontschuldigingen aan te bieden.
Thomas blijft nieuwe strategieën verzinnen; hij vindt dat de wispelturige Liam beter bij Steffy past vanwege hun gezamenlijke dochter Kelly en veroorzaakt een breuk door Steffy Liam te laten kussen op het moment dat Hope arriveert. Verder doet Thomas alsof hij een relatie heeft met Zoe en haar ten huwelijk wil vragen; het plan is om Douglas zover te krijgen dat hij Hope zover krijgt dat zij alsnog met Thomas trouwt. Zijn plan lijkt te werken, maar niet iedereen trapt in deze schijnvertoning. Thomas wordt op de dag van het huwelijk door Hope en Zoe ontmaskerd waarna hij in tranen wegvlucht.

### Nieuwe start en waanbeelden
Na een periode van rondzwerven in de omgeving keert Thomas terug omdat Steffy een motorongeluk heeft gehad; hij zorgt voor zijn zus en ziet hoe ze verslaafd raakt aan de pijnstillers waarvoor ze zich uiteindelijk moet laten opnemen. Thomas lijkt nu wel tot bezinning gekomen en verontschuldigt zich voor de manier waarop hij Hope en Zoe heeft behandeld, Thomas wil weer aan het werk en staat te popelen om Hopes kledinglijn nieuw leven in te blazen; hij doet dat in samenwerking met zijn teruggekeerde neef Zende die tot hoofdontwerper is benoemd.
Thomas begaat weer een fout door een etalagepop te stelen die sprekend op Hope lijkt; zogenaamd als inspiratie voor zijn ontwerpen, maar na een ruzie met Liam stoot hij zijn hoofd en begint hij te hallucineren waardoor het lijkt alsof de pop het slechtste (Hope heroveren en Liam uitschakelen) in hem naar boven haalt. Thomas kan geen onderscheid meer maken tussen fantasie en werkelijkheid en wordt in het ziekenhuis opgenomen met een hersenbloeding.           
Thomas verblijft bij Ridge en Brooke voor herstel, op voorwaarde dat hij zijn obsessie voor Hope laat varen. Al snel hoort hij wat er zich heeft afgespeeld tijdens een van zijn hallucinaties; Liam dacht dat hij Thomas de echte Hope zag kussen en is in een vlaag van verstandsverbijstering naar Steffy gerend ondanks dat zij nu een relatie heeft met haar ex-dokter John Finnegan. Vervolgens wordt Steffy zwanger, en Liam blijkt uiteindelijk de vader te zijn; dit tot grote ontsteltenis van Hope en Finn. Ondanks dat Vinny hem hiertoe aanmoedigt weigert Thomas van de situatie te profiteren; hij wil Hope gelukkig zien en dat kan alleen als haar gezin bij elkaar blijft, hoezeer hij Liam ook veracht. Als blijkt dat Vinny in het laboratorium van het ziekenhuis werkt begint Thomas te vermoeden dat er met de vaderschapstest is geknoeid. Die vermoedens worden bevestigd nadat Finn zich in het gesprek mengt. Thomas wil niets meer met Vinny te maken hebben en blokkeert zijn telefoonnummer.
Vinny komt echter op vrije voeten om vervolgens doodgereden te worden; alle sporen zijn zorgvuldig uitgewist. Thomas is er kapot van en zweert niet te zullen rusten voor de dader achter slot en grendel zit. Uiteindelijk blijkt Liam de dader te zijn, geholpen door zijn vader Bill. Beide Spencers zitten vast en Thomas zoekt Liam op voor de onvermijdelijke confrontatie. Liam zegt dat het een ongeluk was en dat hij zijn straf heeft verdiend. Thomas gaat op Liams verzoek in om op Hope en de kinderen te letten, maar Brooke en Hope waken ervoor om hem in oude gewoontes terug te laten vallen. Als Thomas zijn mobiel moet resetten wordt het telefoonnummer van Vinny gedeblokkeerd en krijgt hij alsnog een filmpje te zien waaruit blijkt dat diens dood een zorgvuldig geplande zelfmoordactie was. Thomas gaat ermee naar Bills trouwe advocaat Justin Barber maar wordt zelf gevangen wordt gezet; door Justin, die het filmpje van Thomas zijn mobiel wist zodat niets hem in de weg kan staan om de macht bij Spencer Publications over te nemen. Dit plan mislukt wanneer Hope op zoek gaat naar Thomas en zijn mobiel hoort afgaan vanuit de bureaula op het hoofdkantoor. Uiteindelijk komt ze erachter waar Thomas zit en bevrijdt ze hem; Justin verandert van gedachten en stuurt de mobiel naar de politie nadat hij het filmpje heeft teruggezet. De Spencers komen op het allerlaatste moment vrij en zijn Thomas erkentelijk voor zijn heldendaad.

### Gezinshereniging
Als Taylor terugkeert uit Parijs beginnen Thomas en Steffy terug te verlangen naar het gezin dat ze waren. Toevallig komen ze er via bewakingsbeelden achter dat Brooke op oudejaarsavond niet alleen in haar drankverslaving is teruggevallen, maar ook gezelschap kreeg van Hopes ex-gedetineerde vader Deacon Sharpe met wie zij het bed zou hebben gedeeld. De gezinshereniging lijkt nu een feit, maar vervolgens komt aartsvijand nummer één Sheila Carter aankloppen om de credits op te eisen. De hervonden biologische moeder van Finn blijkt een wisseltruc te hebben uitgehaald met de fles alcoholvrije champagne die Brooke had besteld, en verzoekt Thomas herhaaldelijk dit voor zich te houden om het geluk van Ridge en Taylor niet te verstoren.  Als Steffy ze op een avond ziet in het steegje achter restaurant Il Giardino besluit ze een val uit te zetten voor Sheila; dit leidt ertoe dat ze wordt neergeschoten, net als Finn die probeert in te grijpen. Ze overleven het allebei, dankzij Finns adoptiemoeder Li die haar zoon nog enige tijd buiten beeld houdt.

### Terugval
Ondertussen is Thomas bij Eric ingetrokken en wil hij een grotere rol in het leven van Douglas; hij probeert dat voor elkaar te krijgen via een logeerpartijtje dat uiteindelijk een verhuizing wordt. Ook laat hij Hope dagelijks langskomen nadat ze al veel tijd samen doorbrengen vanwege de voorbereidingen voor de herlancering van Hope For The Future. Als Brooke Thomas met een mes ziet in het bijzijn van Douglas ontstaat er een felle discussie en dreigt ze de kinderbescherming te bellen. Niet veel later staat de kinderbescherming daadwerkelijk op de stoep. Brooke zou het bewuste telefoontje hebben gepleegd, maar in werkelijkheid heeft Thomas zelf gebeld door Brooke te imiteren via de stemvervormingsapp op de telefoon van Douglas. Zijn plan om Ridge en Brooke uit elkaar drijven lijkt te slagen en hij heeft alle opnamen vakkundig gewist; maar als Douglas dringend wordt verzocht de app te verwijderen  herstelt hij de opnamen om ze nog een keer te beluisteren en ontdekt hij de waarheid. Thomas wordt met zijn wandaad geconfronteerd en uit het familiebedrijf gezet; hij wordt bij de doorstart trekt in bij Zoe's zus Paris die zijn oude appartement heeft overgenomen en krijgt later een vernietigende recensie onder ogen van de herstart van Hope For The Future. Voor hem is dit het bewijs dat de kledinglijn niet zonder hem kan; hij is doorgegaan met ontwerpen en na lang aandringenweet hij Hope zover te krijgen dat ze hem een tweede kans geeft. Thomas belooft dat hij niet in oude gewoontes terugvalt, maar nu is het echter Hope die verliefde gevoelens voor hem begint te krijgen en zich daar lange tijd tegen verzet. Echter, na afloop van de presentatie in Rome gaan Hope en Thomas naar het Colosseum alwaar ze elkaar hartstochtelijk zoenen. Ze proberen dit binnenskamers te houden, maar bij thuiskomst waarschuwt Steffy hem dat ze weet wat er zich in Rome heeft afgespeeld omdat Liam daar ook was op het bewuste moment en nu met een scheiding dreigt. Hope denkt dat Liam Steffy terug wil en besluit zich helemaal op Thomas te storten omdat hij wel voor één vrouw gaat. Als Brooke hen samen in bed betrapt lijkt Thomas nog verder in de problemen te raken.